# Datapoint 2200
El Datapoint 2200 va ser un terminal programable comercialitzat per Computer Terminal Corporation (CTC) el juny de 1970. Projectat simplement per ser un terminal versàtil i econòmic per connectar amb una àmplia varietat de mainframes en carregar diverses emulacions de terminal des de cintes, en lloc de, com eren la majoria dels terminals de l'època, que no eren programables i no es podia modificar el seu comportament (Hardwired), els usuaris sobtadament es van adonar que aquests terminals programables també podrien fer altres tasques. (El primer va ser Pillsbury Foods). Així, el CTC inadvertidament va inventar el que és ara generalment acceptat com el primer ordinador personal. Igualment significatiu és que la CPU del terminal va ser l'embrió de l'arquitectura del conjunt d'instruccions del x86.

## Descripció tècnica
El Datapoint 2200 tenia incorporat un teclat complet (full-travel), un Monitor monocrom verd de 80 columnes x 12 línies, i dues unitats de cinta. La seva grandària era aproximadament 61 x 61 x 30/05 cm (alt, ample, profunditat) i la seva forma era aproximadament la d'una màquina d'escriure elèctrica, com una caixa semblant a una galleda amb el teclat sobresortint. Inicialment estava disponible una unitat de disc dur de cartutx removible Diable 2.5 MB 2315-type, juntament amb mòdems, diversos tipus d'interfície serial, interfície paral·lela, impressora, lector de targetes perforades, i posteriorment també estava disponible opcionalment una unitat de disc flotant de 8 polzades, i altres unitats de disc dur de major capacitat. A finals de 1977, va estar disponible una xarxa d'àrea local mitjançant el ARCnet. El 2200 Type 1 original es despatxava amb 2 Kb de memòria principal de registre de desplaçament serial (serial shift register) expandible a 8K. El 2200 Type 2 usava xips de memòria RAM més densa d'1 Kb donant-li per defecte una memòria de 4 KB expandible a 16K. El seu preu inicial estava al voltant dels USS 5.000, i un 2200 Type 2 amb 16 KB tenia un preu d'una mica més de $ 14.000. Els models 2200 van ser succeïts pel 5500, 1100, 6600, 3800, 8800, etc.

## Origen de l'arquitectura x86
A part de ser el primer computador personal, el Datapoint 2200 va tenir una altra connexió amb la història de l'ordinador. El seu disseny original demandava un microprocessador de 8 bits en un sol xip per al CPU, en lloc d'un processador convencional construït amb mòduls discrets TTL. El 1969, el CTC va contractar dues companyies, Intel i Texas Instruments, per fer el xip. Texas Instruments va ser incapaç de fer un part confiable i ho va abandonar. Intel va ser incapaç de fer-ho en el termini previst per CTC. Intel i CTC renegociaren seu contracte, acabant amb CTC conservant els seus diners i Intel conservant el processador acabat eventualment.
CTC va llançar el Datapoint 2200 usant al voltant de 100 components TTL discrets (xips SSI/MSI) en lloc d'un microprocessador en un sol xip, mentre que el disseny monopastilla d'Intel, eventualment nomenat com el Intel 8008, finalment va ser llançat a l'abril de 1972. La importància seminal del 8008 s és que es va convertir en l'avantpassat primigeni d'altres CPUs de 8 bits d'Intel, com el Intel 8080 i l'8085, que al seu torn van ser seguits pels seus CPU 16 bits, el Intel 8086 i el Intel 8088, que tenien un conjunt d'instruccions compatible amb els anteriors. Aquests microprocessadors, el 8086 i el 8088, van ser els primers membres de la "família x86", el nom amb què va ser conegut posteriorment el seu conjunt d'instruccions. Així que es pot dir que els enginyers de CTC van ser els pares de l'arquitectura de conjunt d'instruccions més comunament usada i emulada des de mitjans de la dècada del 1980 fins ara, la família x86.

## Crèdits
L'arquitectura original del conjunt d'instruccions va ser desenvolupada per Victor Poor i Harry Pyle. El disseny TTL que van acabar usant va ser fet per Gary Asbell. El disseny industrial (com es veia l'exterior de la caixa, incloent el logo de la companyia) va ser fet per Jack Frassanito.

## Especificacions
Unitat principal
- CPU: 8 bits, fet de circuits integrats discrets, gairebé 100% compatible amb l'Intel 8008
- RAM: 2K, expandible a 16K
- Pantalla: Només text, de 80 × 12 caràcters
- Emmagatzematge: unitats de cinta, opcional unitat floppy Shugart de 8 polzades

Perifèrics
Usuaris del 2200 i posteriors terminals eventualment van tenir diverses unitats opcionals per triar. Entre elles hi havia: 
- Mòdems
- Discs durs
- Impressores
- ARCnet LAN